# Johannes Cadovius-Müller
Johannes Cadovius-Müller (* 2. Juni 1650 in Hamburg; † 10. Oktober 1725 in Stedesdorf) war ein deutscher Theologe und Philologe.

## Leben und Wirken
Johannes Cadovius-Müller war ein vorehelich gezeugter Sohn des Theologen Matthias Cadovius und dessen erster Gattin Anna Dorothea Decker, deren Vater in Hamburg als Organist arbeitete. Um auf seinen Vater Rücksicht zu nehmen, führte er in jungen Jahren den Namen Johann Müller.
Cadovius-Müller absolvierte ein Theologie- und Medizinstudium an den Universitäten Greifswald und Rostock und wirkte in den späten Jahren des Studiums nebenbei als Prediger. Sein Vater vermittelte ihm eine Stelle in Ostfriesland, wohin er direkt nach Studienende zog. 1670 erhielt er eine Stelle als Rektor in Esens. Drei Jahre später heiratete er die gebürtige Amsterdamerin Johanna von Driel.
Von 1675 bis Lebensende arbeitete Cadvius-Müller als Pastor in Stedesdorf. Nach dem Tod seines Vaters 1679 wollten ihm seine Halbbrüder einen Anteil am Erbe verweigern.
Cadovius-Müller stammte zwar nicht aus der Region, gewann aber bereits in den Anfangsjahren seiner Pastorenzeit in Ostfriesland die ostfriesische Sprache, die seinerzeit ausstarb, lieb. Schon früh schuf er die Basis für sein Hauptwerk „Memoriale linguae Frisicae“, das er zu Lebzeiten nicht veröffentlichte. Die im „Memoriale“ enthaltenen Wörter sind für Leser mit Kenntnissen des Nordfriesischen, Westerlauwersfriesischen oder des Saterfriesischen gut zu verstehen. Die Wortwahl ist dem Rüstringer Friesisch der altostfriesischen Rechtsdenkmäler und der seit etwa 1950 nicht mehr existierenden neuostfriesischen Mundart von Wangerooge sehr ähnlich. Er arbeitete basierend auf dem Grundwortschatz des Harlinger Friesisch. Phonologische Schlüsse sind auf Basis dieses Werkes jedoch nur schwer möglich, da die Qualität der langen Vokale und Diphthonge nicht einmal annähernd bekannt ist.
Ullrich de Eyben, der gebürtig aus Ostfriesland kam und als Reichskammergerichtsassessor in Speyer und Wetzlar tätig war, fragte den Wittmunder Pastor Engelbert Brunner, ob er sich der friesischen Sprache annehmen könne. Brunner beauftragte damit Cadovius, der in seinem Pfarrbezirk mehrere Ortschaften betreute, deren Einwohner noch die friesische Mundart pflegten. Cadovius arbeitete akribisch und notierte zahlreiche Wörter, Redewendungen und Texte. Im Original sind die vier Handschriften G (Groningen), H (Halle/Saale), A (Aurich) und J (Jever) bekannt. Die Handschrift in Jever wurde zuletzt erstellt und ist das vollständigste Werk. Cadovius musste bei seinen Arbeiten, zumindest in Teilen, fremde Helfer bemühen. Die Namen dieser Personen notierte er nicht.
Das von Cadovius-Müller erstellte Werk umfasst über die Wörterliste hinaus diverse friesische Redewendungen, eine Übersicht der in Friesland gebräuchlichen Maße und Gewichte, Bibelstellen und den lutherischen Katechismus. Hinzu kommen Zeichnungen historischer Häuser der Region und von Kleidungsstücken. Außerdem ist das alte friesische Tanzlied von „Buhscke di Remmer“ enthalten.
Cadovius-Müller nannte mehrere Gründe für die konstant rückläufige Verwendung der ostfriesischen Sprache und das bevorstehende Aussterben der Mundart in der Region:
1. eine signifikante Ansiedlung von Einwohnern, die nicht aus Ostfriesland stammen.
2. der Umzug der Friesen in ländliche Gegenden, sodass sich das Friesisch in nahezu keiner Stadt als Mundart etablieren konnte.
3. die hochdeutsche Sprache setzte sich an Schulen und in der Verwaltung durch.
4. Die Ostfriesen neigten dazu, nur untereinander in Ostfriesisch zu kommunizieren. Personen, die der Sprache nicht mächtig waren, konnten sie so nur selten lernen.

Damit sagte er spätere Entwicklungen voraus.
Cadovius-Müllers „Memoriale“ erschien erst 150 Jahre nach seinem Tod in gedruckter Form. Eine frühere Publikation hätte ggf. später lebenden Personen die Möglichkeit gegeben, seine Arbeiten zu ergänzen. Das Werk ist der bedeutendste Beleg für den Kenntnisstand über die neuostfriesische Sprache gegen Ende des 17. Jahrhunderts.

## Werk
- Memoriale linguae Frisicae, herausgegeben von L. Kükelhan, Leer 1875 (Digitalisat)